# 盧塔瓦湖
盧塔瓦湖（白俄羅斯語：Лутава）是白俄羅斯的湖泊，位於烏沙奇以北4公里，由維捷布斯克州負責管轄，長0.49公里、寬0.25公里，面積0.1平方公里，集水區面積0.23平方公里，湖岸線長度1.15公里，最大水深15.9米。